# Кеменов, Владимир Семёнович
Владимир Семёнович Кеменов (2 [15] июня 1908, Екатеринослав — 14 июня 1988, Москва) — советский историк искусства и государственный деятель, исследователь творчества В. И. Сурикова. Доктор искусствоведения, академик АХ СССР (1954). С 1966 года — вице-президент Академии художеств СССР.
В 1954—1956 годах — заместитель министра культуры СССР. В 1956—1958 годах — постоянный представитель СССР при ЮНЕСКО.

## Биография
Родился 20 мая (2 июня) 1908 года в Екатеринославе (ныне Днепр, Украина). Его отец Семён Николаевич был железнодорожным машинистом, впоследствии мастером паровозных мастерских, мать Наталья Владимировна − школьной учительницей.
Учился в 1-м МГУ на искусствоведческом отделении литературного факультета (1928—1930), был аспирантом Государственной академии искусствознания (1930—1933).
Рано продемонстрировал незаурядный талант организатора, который ему достаточно быстро удалось применить на практике. После окончания Московского университета он начал читать лекции в ГИТИСе и других столичных вузах (1933—1938). В это же время он сотрудничал с Ассоциацией художников революции (АХР), отстаивавшей принципы реалистического искусства. В 1931 году в журнале «За пролетарское искусство» — печатном органе АХРа — вышла статья Кеменова, в которой он выступил в защиту социалистического реализма.
В 1938—1940 годах — директор Государственной Третьяковской галереи (ГТГ). Член ВКП(б) с 1939 года. В 1940—1949 годах председатель правления ВОКС. В 1939—1953 — учёный секретарь комитета по Сталинским премиям.
В марте 1949 года присуждена учёная степень кандидата искусствоведения. В это же время он начал работу в АН СССР, где стал одним из ближайших помощников директора Института истории искусств академика И. Э. Грабаря. Действительный член АХ СССР.
В 1954—1956 годах — заместитель министра культуры СССР. В 1956—1958 годах — постоянный представитель СССР при ЮНЕСКО, член Исполнительного Совета ЮНЕСКО в ранге Чрезвычайного и Полномочного посла.
В 1958 году В. С. Кеменов защитил диссертацию на соискание учёной степени доктора искусствоведения по теме «Историческая живопись В. И. Сурикова 70-80-х годов» (опубликована в виде монографии в 1963 году; переиздание 1987). С 1960 года заведовал сектором современного зарубежного искусства Института истории искусств.
С 1966 года — вице-президент Академии художеств. 22 года проработал на посту вице-президента АХ СССР, возглавлял иностранный отдел Академии, под его руководством были налажены связи со многими крупнейшими художниками мира, проводились встречи, творческие беседы, выставки их произведений. Творческие контакты были установлены с такими деятелями изобразительного искусства, как Рокуэлл Кент, Ренато Гуттузо, Джакомо Манцу, Корнелиу Баба, Херлуф Бидструп, Фриц Кремер, Иштван Киш, Вернер Клемке. 
Поддерживал постоянные отношения со Святославом Николаевичем Рерихом, способствовал возвращению забытого творческого наследия Николая Константиновича Рериха и устройству выставки произведений Н. Рериха и С. Рериха в Москве. Стоял у начала организации «Фонда Рерихов» в СССР.
В архивном фонде В. С. Кеменова в Музее-усадьбе В. И. Сурикова хранится обширная переписка Кеменова конца 1940-х — начала 1980-х годов, среди корреспондентов учёного были И. Э. Грабарь, А. Н. Турунов, В. Д. Бонч-Бруевич, Б. Б. Кафенгауз, Б. Я. Ряузов, Л. П. Греченко и другие.
Умер 14 июня 1988 года. Похоронен в Москве на Кунцевском кладбище.

## Научная и общественная деятельность
Основные работы В.С. Кеменова посвящены борьбе течений в современном искусстве и эстетике, проблемам классического русского и зарубежного, а также советского искусства. Как пишет современный исследователь Иван Черкасов, для В.С. Кеменова — советского искусствоведа — марксистское понимание истории и эстетики не было ширмой. Он искренне принимал советскую идеологию и работал в её русле, а порой искал оправдания тем произведениям Сурикова, которые вступали в конфликт с этой идеологией (религиозное творчество Сурикова, образ Александра III в сознании и работах художника). Искренняя любовь к художнику и восхищение его талантом не всегда отвечали нормам советского искусствоведения, поэтому материалы о некоторых суриковских работах так и не были опубликованы. Это касается, например, рисунка в «Коронационном сборнике Александра III» 1883 г.: «Торжественный обход вокруг храма Христа Спасителя», для анализа которого Кеменов собрал необходимый материал.
На протяжении жизни Владимир Кеменов был не только историком искусства, но и художественным критиком. Как критик он работал в русле партийной (ВКПб/КПСС) политики. Кампания против формализма и натурализма в искусстве, начатая в середине 1930‑х годов, способствовала его быстрому карьерному росту. В 1936—1937 годах передовые статьи Кеменова в газете «Правда» послужили сигналом к травле художников и художественных критиков, отклонившихся от четкой партийной линии.
В 1940 году он сам чуть не стал жертвой доноса, в результате которого было проведено расследование против группы литературных критиков, возглавляемых учителем Кеменова — М. А. Лифшицем. Произошла реструктуризация отдела культуры газеты «Правда», был арестован Георгий Лукач — ближайший соратник Лифшица, также был закрыт журнал «Литературный критик». Как пишет в своём эссе мировоззренческий противник Кеменова Сергей Фофанов, «Способность Кеменова чутко реагировать на любые изменения во властных кругах и умение подстраиваться под новые условия помогли ему не только избежать расправы, но даже укрепить свои позиции».
На протяжении 1940-х годов В. С. Кеменов находился в постоянном контакте с А. А. Ждановым, Г. М. Маленковым и В. М. Молотовым. 21 февраля 1946 года он был приглашён в Кремль на встречу со Сталиным. За свою долгую жизнь он занимал практически все ключевые посты в СССР, касавшиеся вопросов культуры, и при этом всегда умел оставаться в тени.

### Семья
Первым браком был женат на Ангелине Борисовне Кеменовой, литературоведе (1918 — ?). Её портрет, написанный П. П. Кончаловским, хранится в Волгоградском музее изобразительных искусств. В браке родились сыновья Андрей (род. 1944) и Алексей (1949—1999). Алексей в 1990 году — радиокомментатор на Первой программе Всесоюзного радио, в 1993—1995 годах — парламентский радиожурналист.
После развода в 1962 году женился на Людмиле Георгиевне Крамаренко (1929—2016), ‒ художественном критике, искусствоведе, позднее докторе искусствоведения, академике РАХ, специалисте по декоративно-прикладному искусству. В 1989 году вдова В. С. Кеменова передала часть архива учёного Музею-усадьбе В. И. Сурикова. В 2011—2012 годах был сформирован личный архивный фонд В. С. Кеменова, включающий 81 единицу хранения.

## Адреса в Москве
- 1940-е по 1954 — Дом правительства ул. Серафимовича, д. 2
- c 1954 по 1988 — площадь Восстания, дом 1, кв. 230

## Сочинения
- В. Кеменов. Против формализма и натурализма в живописи („Правда“, 6 и 26 марта 1936 г.) // Против формализма и натурализма в искусстве : Сборник статей. — [Москва] : ОГИЗ — ИЗОГИЗ, 1937.
- Против буржуазного искусства и искусствознания / Под ред. И. Э. Грабаря и В. С. Кеменова. М.:Изд-во Академии Наук СССР, 1951;
- Об объективном характере законов реалистического искусства. М.: Знание, 1954;
- Статьи об искусстве, М., Изд-во «Искусство», 1956;
- Кеменов В. Реакционные устремления под флагом «новаторства» // Журнал «Искусство». 1963. № 7. С. 58-65.
- Против абстракционизма. В спорах о реализме. Ленинград: Художник РСФСР, 1963.
- В.И. Суриков. Историческая живопись. 1870-1890. Изд-во «Искусство», М., 1963 (2-е издание 1987);
- «Против абстракционизма. В спорах о реализме». Сб. ст., 2 изд., М., 1969;
- «Картины Веласкеса», М., 1969.
- Пейзажи Максимилиана Волошина. Альбом. Изд-во «Художник РСФСР», Л., 1970
- В.И.Суриков. Из-во «Аврора» Л.1978
- «Веласкес в музеях СССР» (1979)
- Художественное наследие и современность. От Леонардо да Винчи до Рокуэлла Кента. Сб. ст. Изд-во «Изобразительное искусство», М., 1989
- В.И.Суриков. Изд-во «Художник РСФСР», Л., 1991

## Награды и премии
- заслуженный деятель искусств РСФСР (1968)
- Государственная премия СССР (1980) — за книги «Картины Веласкеса», «Веласкес в музеях СССР»
- медали